# Chiesa di Santa Maria Assunta (Basagliapenta)
La chiesa di Santa Maria Assunta è la parrocchiale di Basagliapenta, frazione di Basiliano, in provincia e arcidiocesi di Udine; fa parte della forania del Medio Friuli.

## Storia
I primi documenti che attestano la presenza di una chiesa a Basagliapenta risalgono al VIII secolo. Nel X secolo la chiesa del paese fu gravemente danneggiata dagli Ungari.
Un'ulteriore citazione della chiesa risale al 1326. Durante il Seicento la chiesa fu ampliata. Nel 1692 la villa di Basagliapenta si affrancò dalla pieve di Variano.
Nel 1728 cominciarono i lavori di costruzione dell'attuale parrocchiale, completata nel 1753 e consacrata nel 1780.